# Dieter Mettin
Dieter Mettin (* 1. Februar 1932 in Berlin; † 25. August 2004 in Naumburg) war ein deutscher Agrarwissenschaftler und Pflanzengenetiker. Er wirkte von 1977 bis 1983 als Professor für Pflanzenzüchtung an der Universität Halle-Wittenberg und anschließend bis 1991 als Direktor des Zentralinstituts für Genetik und Kulturpflanzenforschung der Akademie der Wissenschaften der DDR.

## Leben
Dieter Mettin wurde 1932 in Berlin geboren und absolvierte nach dem Schulbesuch in seiner Heimatstadt und in Eisleben eine landwirtschaftliche Ausbildung in Salzmünde. Anschließend studierte er bis 1955 Agrarwissenschaft an der Universität Halle-Wittenberg, an der er auch sechs Jahre später unter Hans Stubbe im Bereich der Pflanzenzüchtung und Genetik promovierte und 1977 habilitiert wurde. Von 1956 bis 1961 war er als wissenschaftlicher Mitarbeiter am Institut für Kulturpflanzenforschung in Gatersleben tätig, das als außeruniversitäres Forschungsinstitut zur Forschungsgemeinschaft der Deutschen Akademie der Wissenschaften zu Berlin gehörte, der späteren Akademie der Wissenschaften der DDR.
Anschließend wechselte er an das im Schloss Hohenthurm beheimatete Institut für Pflanzenzüchtung der Universität Halle-Wittenberg, an dem er die Zytogenetik von Getreidepflanzen als neue Forschungsrichtung etablierte und 1977 zum ordentlichen Professor für Pflanzenzüchtung berufen wurde. Zu seinen bedeutendsten Schülern gehörten Wolf-Dieter Blüthner und Rolf Schlegel, die sein Werk fortsetzten. Darüber hinaus war er von 1970 bis 1972 Vizedekan der landwirtschaftlichen Fakultät der Universität. Im Jahr 1983 folgte Dieter Mettin einem Ruf an das zum Zentralinstitut für Genetik und Kulturpflanzenforschung umgestaltete Gaterslebener Akademieinstitut und wirkte dort in Nachfolge von Helmut Böhme als Institutsdirektor, bis Anfang Mai 1990 Klaus Müntz diese Funktion übernahm. 2004 starb Dieter Mettin in Naumburg (Saale).

## Wissenschaftliches Wirken
Dieter Mettin, der Mitglied der Akademie der Landwirtschaftswissenschaften der DDR war, veröffentlichte im Laufe seiner Karriere über 100 wissenschaftliche Publikationen sowie Konferenz- und Buchbeiträge. Seine Forschungsinteressen umfassten vielfältige Aspekte sowohl der Grundlagenforschung als auch der angewandten Forschung im Bereich der Nutzpflanzenzucht, so unter anderem zur Zytotaxonomie der Gattung Vicia, zur Induktion von Polyploidie bei Brassicaceaen und Roggen, zur Erzeugung und Nutzung von Aneuploiden bei Aegilops-Gräsern, bei Roggen und bei Weizen, zu Genen für Resistenzen gegen Blatterkrankungen sowie zur Anwendung molekulargenetischer und biotechnologischer Verfahren in der Pflanzenzüchtung. Er galt international als Pionier der Aneuploidie-Forschung bei Weizen.